# 류창
류창(중국어 간체자: 刘畅, 정체자: 劉暢, 병음: Liú Chàng, 한자음: 유창, 1993년 4월 15일 ~ )는 중국의 배우이다. 중국 전매 대학을 졸업.했으며 소속사는 상하이난린문화유한회사이다. 2020년 '중계지극해청뢰'에서 류쌍 역으로 주목을 받았다.

## 생애 초반
류창은 1993년 4월 15일에 중국 간쑤성 톈수이시에 태어났다. 어릴 적부터 아버지는 그를 베이징에 데려가서 음악을 공부했다. 류창은 베이징에서 중국국립교향악단 부속 청소년 및 여성 합창단인 베이징 애악 합창단에 가입했고 음악, 댄스, 플루트, 양궁, 검도 등을 배웠다. 
류창은 중국 전매 대학 재학 도중에 학교에서 개최된 '광원의 봄' 학교 가수 대회에 참가하여 '소백양'상을 수상하였으며, '최고 인기남자 가수상'과 '최고의 웹 인기상'을 동시에 수상하였다.

## 연기경력
2016년 7월 상하이 인민대무대에서는 남파삼촌의 저서 '장해화'를 각색한 동명의 멀티미디어 3D 판타지 무대극 '도굴노트외전:장해화'에 출연해 구문 중 장가족을 연기했다.
2017년 3월, 후난위성TV 문화탐비 프로그램 '72층 기루' 녹화에 참여해 삼숙조수로 활동하며 '제복탐비대'의 지혜를 담당했다.2018년 방영된 현대탐험드라마 '사해'는 노구문 속에 잠복해 있는 왕씨네 왕찬 역을 맡았고, 그해 9월에는 오산거를 돌보는 직원 류쌍 역을 맡아 미스터리 판타지 영화 '사해판외의 화매'를 개봉했다.
2019년 3월 뷰티 청춘 시트콤 '매리학원'에서 사진작가 송경하 역을 맡았고, 5월 청춘열혈여지극 '크로스파이어'에서 예술단 단장 고박송 역을 맡았다. 8월 연애드라마 '당신이 사랑할 때'에서 도회 청년 제문도 역을 맡았고, 12월 액션 어드벤처 웹드라마 '루란전설:유령군대'극 중 남자 주인공 오천칙 역으로 열연했다.
2020년 6월 청춘여지극 '달팽이와 꾀꼬리새'에서 고쟁을 타는 선배 종율 역을 맡았고, 7월 15일 출연한 모험드라마'중계지극해청뢰 시즌1'에서는 장기령의 열렬한 팬으로 귀가 예민한 류쌍 역을 맡아 7월 20일 드라마'중계지극해청뢰'의 삽입곡 '우인'을 열창했다. 8월 6일 녹화에 참여한 '강녕탐안록' 시즌2는 악역 애량 더빙했다, 9월 13일 모험드라마 '중계지극해청뢰 시즌2'가 방송되며 극중 귀가 예민한 류쌍 역을 맡았다. 9월19일 '중계지극해청뢰'의 IP 캐릭터인 번외단막극 '평요의 옛일'이 개봉해 류쌍의 조상 류천묵 역을 맡았고, 24일 단막극 '평요의 옛일'의 동명 주제곡 '평요의 옛일'이 발표되며, 10월 30일 싱글 '인간 분묵'이 발매된다.

## 출연작품

### 드라마
| 연도 | 한국어               | 중국어               | 출연   |
| ---- | -------------------- | -------------------- | ------ |
| 2004 | 과학 기술관의 이야기 | 科技馆的故事         | 구양양 |
| 2018 | 사해                 | 沙海                 | 왕찬   |
| 2019 | 매리학원             | 玛丽学院             | 송경하 |
| 2020 | 달팽이와 꾀꼬리새    | 蜗牛与黄鹂鸟         | 종율   |
| 2020 | 중계지극해청뢰 시즌1 | 重启之极海听雷第一季 | 류쌍   |
| 2020 | 크로스파이어         | 穿越火线             | 고박송 |
| 2020 | 중계지극해청뢰 시즌2 | 重启之极海听雷第二季 | 류쌍   |
| 2020 | 평요의 옛일          | 平妖往事             | 류천묵 |

### 영화
| 연도   | 한국어            | 중국어             | 연출   |
| ------ | ----------------- | ------------------ | ------ |
| 2018   | 사해판외의 화매   | 沙海番外之画眉     | 류쌍   |
| 미확정 | 루란전설:유령군대 | 楼兰传说：幽灵军队 | 오천칙 |

### 음원
| 연도       | 한국어      | 중국어   | 앨범              |
| ---------- | ----------- | -------- | ----------------- |
| 2020.07.20 | 우인        | 雨人     | 중계지극해청뢰OST |
| 2020.08.10 |             | 此间漩涡 | 강녕탐안록 홍보곡 |
| 2020.09.24 | 평요의 옛일 | 平妖往事 | 평요의 옛일OST    |